# Carta di matrimonio dell'imperatrice Teofano

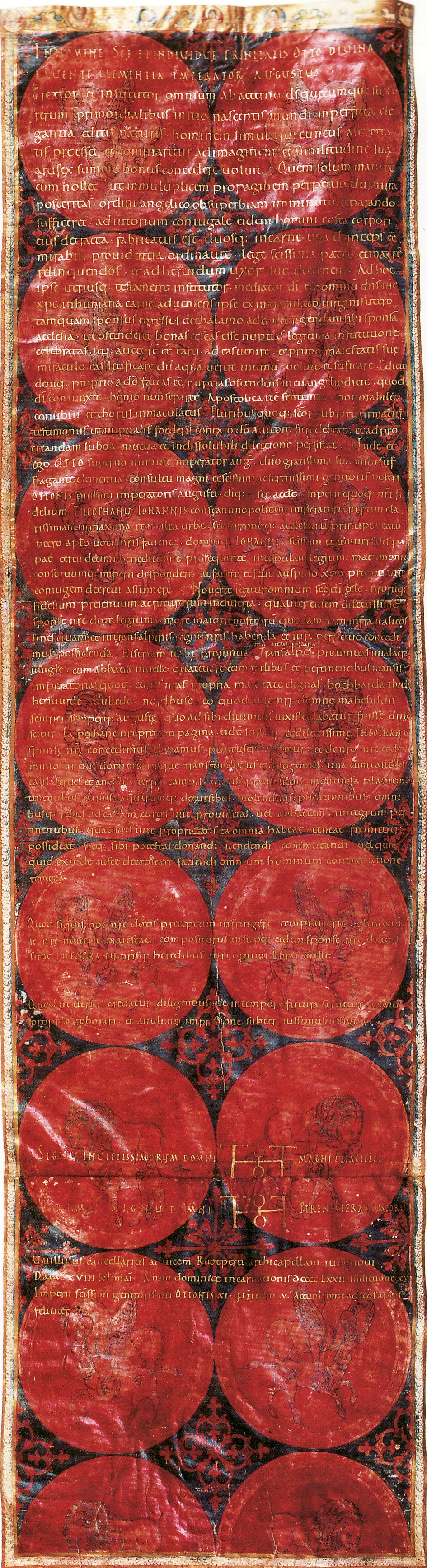
La Carta di matrimonio dell'imperatrice Teofano, redatta dal Sacro Romano Imperatore Ottone II il 14 aprile 972.

La Carta di matrimonio dell'imperatrice Teofano (Archivio di Stato di Wolfenbüttel, 6 Urk 11) è un documento altomedioevale di dote per la principessa bizantina Teofano, che fu incoronata e unta imperatrice del Sacro Romano Impero in occasione del suo matrimonio con Ottone II nel 972. Scritto in latino, il documento fu creato dopo il matrimonio e fu preparato da Ottone II ed esemplifica un esempio di contatto politico e culturale tra il Sacro Romano Impero e l'Impero bizantino.
È un esempio di arte rinascimentale ottoniana, sotto l'influsso di modelli bizantini, e la calligrafia del manoscritto lo ha portato a essere considerato uno dei più bei documenti diplomatici del Medioevo. Nel 2005, il documento è stato proposto per l'inclusione nel registro della Memoria del mondo, ma non è stato incluso.

## Storia
Dopo la caduta dell'Impero romano d'Occidente, l'Impero romano d'Oriente (in tempi moderni chiamato anche Impero bizantino) rimase la continuazione sopravvissuta dell'Impero romano nelle sue province orientali. L'incoronazione imperiale di Carlo Magno nell'800 mise a dura prova le relazioni occidentali con l'Impero bizantino governato da Costantinopoli. Quando Ottone I divenne imperatore nel febbraio 962, ci fu una contesa tra lui e l'Impero bizantino, e questa questione rianimò nel 967 tra Ottone e Niceforo II Foca sul dominio dell'Italia. Il 25 dicembre 967, papa Giovanni XIII unse Ottone II come co-imperatore di Ottone I.
Nell'autunno del 968, le battaglie tra il Sacro Romano Impero e l'Impero bizantino iniziarono nel principato di Capua, nel ducato di Benevento e in Puglia, e le ostilità continuarono fino al 970. Entrambe le parti del conflitto fecero molti tentativi per trovare una soluzione diplomatica. Ottone I intendeva ricevere il riconoscimento del suo titolo a Bisanzio e chiarire i confini delle alleanze occidentali e orientali nell'Italia meridionale. Voleva che questo accordo fosse ratificato dal matrimonio di suo figlio, Ottone II, con un membro della famiglia imperiale bizantina. Anna, figlia del defunto imperatore Romano II, era considerata una possibile sposa. Tuttavia, l'imperatore Niceforo II Foca non era disposto a sposare una principessa nata in porpora (cioè una bambina nata da un imperatore regnante). Dopo dure trattative con il successore di Niceforo II Foca, Giovanni I Zimisce, l'arcivescovo di Colonia Gerone assicurò il matrimonio di Ottone II con Teofano, un membro della famiglia imperiale bizantina, probabilmente una nipote del nuovo imperatore, che, tuttavia, non era nata per ricevere la porpora.
La carta del matrimonio funge da documento di riferimento per il matrimonio tra il diciassettenne Ottone II e la dodicenne Teofano. Il matrimonio ebbe luogo il 14 aprile 972 nella basilica di San Pietro e fu officiato da papa Giovanni XIII. Politicamente, il matrimonio segnò il riconoscimento dell'Impero ottoniano da parte dell'Impero bizantino. In questo documento, Ottone II concesse a Teofano il diritto a un'ampia dote per uso personale per tutta la vita (legitima dos), così come il suo ingresso in un consortium imperii con Ottone II, il che significava che entrambi avrebbero condiviso l'autorità imperiale sul Sacro Romano Impero.
Lo sfarzo con cui la casa regnante degli Ottoni accolse la principessa bizantina in Italia servì a dimostrare la sua uguaglianza con la corte imperiale di Costantinopoli. Con questo documento, Ottone non solo assegnò alla sposa un'ampia proprietà dotale, ma le promise anche l'ammissione al consortium imperii, la partecipazione al governo imperiale sull'impero. Nel 980 Teofano diede alla luce l'erede Ottone III, e governò l'impero dopo la prematura morte di Ottone II nel 983.
È probabile che Teofano abbia conservato il documento fino alla vigilia del suo viaggio in Italia nell'ottobre del 989, momento in cui si ritiene che lo abbia depositato nell'abbazia di Gandersheim per la conservazione. Fu scoperto e pubblicato nel 1700 dallo scrittore e storico Johann Georg Leuckfeld. Gottfried Wilhelm von Leibniz fu tra i primi a riconoscere il significato storico di questo documento e ne parla nella Storia dei Welfen. Dopo la secolarizzazione dell'abbazia di Gandersheim nel 1811, il documento fu trasferito alla Biblioteca statale e universitaria di Gottinga. Il 4 maggio 1820, gli archivi dell'abbazia furono consegnati al tesoro del ducato di Brunswick. Nel 1835, il documento fu trasferito all'Archivio di Stato di Wolfenbüttel, dove si trova attualmente.
Questo documento delinea le entrate e i profitti che Teofano avrebbe ricevuto da questo matrimonio, e inizia con un discorso simile ai sermoni tenuti ai matrimoni. Il documento descrive cosa Teofano riceverà da Ottone II: diritti sulle entrate dall'Istria, Pescara; Walcheren, Wichelen, abbazia di Nivelles con 14000 fattorie di proprietà; e fattorie a Boppard, Tiel, Herford, Kyffhaeuser e Nordhausen.

## Caratteristiche interne del documento
Le caratteristiche interne del documento includono non solo la progettazione linguistica e la struttura del testo, ma anche il contenuto giuridico del documento. Le tensioni tra l'impero bizantino e quello occidentale sono espresse anche nel contesto dell'atto di matrimonio di Teofano e Ottone II. L'imperatore Ottone il Grande e suo figlio e co-imperatore Ottone II sottolinearono espressamente all'imperatore bizantino la loro posizione di unici legittimi successori degli imperatori romani. Negano all'imperatore Giovanni I Zimisce il titolo di basileus ton Romaion (imperatore dei Romani) a cui ha diritto e lo chiamano Constantinopolitanus imperator (imperatore di Costantinopoli). La pretesa del papa, celebrante le nozze, di avere un ruolo di guida sul Patriarca di Costantinopoli nella Chiesa universale è espressa in formulazioni solenni ed esigenti, ad esempio da papa Giovanni XIII, indicato come il “Papa santissimo e universale” (Iohannis sanctissimi et universalis papae).
Nel certificato di matrimonio venivano registrati i redditi e i benefici che avrebbe avuto la futura imperatrice. Il documento inizia con un'arenga, un'introduzione retorica generale, teologicamente impegnativa, nello stile dei sermoni tenuti durante i matrimoni. Nella parte dispositiva del documento, la descrizione del vero e proprio processo legale, gli imperatori - Ottone I e Ottone II - trasferirono alla nuova moglie i diritti imperiali e le rendite della provincia dell'Istria con la contea di Pescara in Italia, le province di Walcheren nei Paesi Bassi e Wichelen in Belgio con l'abbazia di Nivelles, comprendente un totale di 14.000 Hufen, nonché palazzi (curtes) e fattorie a Boppard, Tiel, Herford, Tilleda e Nordhausen con tutti gli accessori.

## Descrizione
Il documento, lungo 144,5 cm e largo 39,5 cm, è un rotulus, ovvero un documento formato da tre fogli di pergamena incollati insieme e arrotolati. Si suppone che abbia avuto origine nell'abbazia imperiale di Fulda, Hartmut Hoffmann attribuisce il dipinto al cosiddetto Maestro Gregorio.  Un esame scientifico della pergamena viola a Monaco nel 1966 ha rivelato che per la colorazione erano stati utilizzati il minio rosso e la robbia (Rubia tinctorum), un'indicazione che il materiale di scrittura era lavorato in Occidente piuttosto che nell'Impero bizantino, dove la conchiglia Murex per fare la porpora di Tiro era strettamente controllata. Il documento è una delle poche prove dell'uso del lago di robbia nell'Alto Medioevo. Lo sfondo viola è disegnato nello stile dei preziosi tessuti di seta bizantini: 14 medaglioni pieni e due semicircolari sono posti dietro il campo dell'iscrizione. Le aree esterne ai medaglioni sono color indaco e decorate con motivi vegetali e ornamentali. I medaglioni contengono raffigurazioni zoomorfe (di animali). Due coppie di animali in lotta appaiono una accanto all'altra, disposte una di fronte all'altra. Tra le raffigurazioni si alternano creature ibride simili a grifoni con cerve tra gli artigli e leoni che azzannano cavalli o bovini. I motivi risalgono all'antica arte orientale.
Il campo dell'iscrizione è incorniciato da stretti bordi dorati con motivi a foglie d'acanto in blu e bianco. Nella fascia superiore, oltre alla decorazione vegetale e zoomorfa, sono presenti anche medaglioni con mezze figure: al centro Cristo affiancato da Maria e Giovanni Battista e dai quattro evangelisti. Tra i medaglioni ci sono sei coppie di animali: pavoni che bevono da un kantharos e leoni che mangiano l'uva da una vite. Il certificato di matrimonio è il più antico esempio di documento miniato, cioè con decorazione libraria.
Sullo sfondo viola, evidenziato con mezzi pittorici, il testo è scritto in lettere dorate in minuscola carolina. L'inchiostro dorato era ricavato da una lega di argento e polvere di foglia d'oro. Alcune righe e parole del testo sono state evidenziate con lettere maiuscole in capitale libraria, ad esempio l'Invocatio, l'invocazione della Santa e Indivisibile Trinità, e l'Intitulatio, il nome e il titolo dell'emittente, che insieme formano l'introduzione del documento, il protocollo di apertura, nonché le righe del signum con i monogrammi degli imperatori Ottone I e Ottone II.
Il documento di Teofano è in buone condizioni. La pergamena è leggermente deformata nel tempo e al centro del documento è presente una piega lunga 15 centimetri. È conservato nella mostra permanente dell'Archivio di Stato di Wolfenbüttel, in una stanza buia, in una teca climatizzata, che mantiene la temperatura e l'umidità richieste, ed è accessibile al pubblico.

## Autenticità
Nella scienza storica e nella storia dell'arte è controverso se la carta sia l'originale giuridicamente rilevante o una copia cerimoniale contemporanea o leggermente successiva. Sebbene nella Corroboratio l'autenticazione sia annunciata da un sigillo e dalla linea di esecuzione, il segno della mano del sovrano nel suo monogramma, il documento non porta alcun sigillo né mostra alcuna traccia di suggellamento.
Hans K. Schulze e Hans Goetting ritengono possibile che il certificato sia stato letto durante i festeggiamenti nuziali e consegnato alla sposa. Si dice che Ottone I abbia perseguito l'obiettivo di elevare il rango di Teofano, che non era figlia di un imperatore nato in porpora, con l'atto solenne e giuridicamente rilevante della lettura e della consegna del certificato di porpora. Walter Deeters interpretò i punti di divisione nel testo come strumenti di lettura, dimostrando che il documento era destinato alla lettura ad alta voce. In questo caso, il rotolo avrebbe potuto essere sigillato alla maniera delle lettere imperiali bizantine spedite all'estero con una corda avvolta attorno al rotolo, le cui estremità erano sigillate con un sigillo d'oro.
Noti diplomatici come Theodor von Sickel e Carlrichard Brühl e bizantinisti come Werner Ohnsorge sono del parere che il documento di Teofano a Wolfenbüttel non sia un originale in senso diplomatico e che oltre a questa magnifica copia dovesse esistere anche un'autentica copia di cancelleria, che non è pervenutaci. Ciò è dimostrato non solo dalla mancanza del sigillo del documento viola, ma anche dall'aspetto atipico della riga di riconoscimento, che iniziava con la menzione del nome del cancelliere e terminava con la parola recognovi, nonché da un errore di ortografia nel nome dell'arcicancelliere Villigiso.

## Classificazione e candidatura al Patrimonio Documentario Mondiale
Nell'Impero romano e bizantino, il colore viola era riservato alla famiglia imperiale. I documenti imperiali, il cui testo era scritto con inchiostro dorato su pergamena tinta di porpora, erano originali dotati di sigilli. In Occidente, i certificati viola erano per lo più copie destinate ai destinatari di originali della cancelleria, redatti in scrittura normale e su pergamena. La pergamena imbevuta di porpora veniva usata solo raramente come materiale di scrittura per i documenti. La Carta di Teofano è una delle più magnifiche e artisticamente preziose tra le poche carte viola sopravvissute, e supera persino la seconda carta ottoniana, il Privilegium Othonis, per esecuzione artistica.
Nel 2005 è stata proposta l'inclusione dell'atto di matrimonio nel Patrimonio Culturale Mondiale (Memoria del mondo). Tuttavia, la decisione del Comitato consultivo internazionale dell'UNESCO è stata a favore della copia personale dei fratelli Grimm della prima edizione de Le fiabe del focolare del 1812/1815 e della mappa del mondo di Martin Waldseemüller.